# Thomas Otway
Pour les articles homonymes, voir Otway.
Thomas Otway, né le 3 mars 1652 à Trotton, près de Midhurst et mort le 14 avril 1685 à Londres) est un dramaturge anglais de l'époque de la Restauration, sous Charles II.

## Biographie
Thomas Otway, nait le 3 mars 1652 à Trotton, près de Midhurst, au sud de l'Angleterre, où son père est pasteur. Il fréquente le collège de Winchester, puis il est envoyé à Oxford, au Christ Church, pour se préparer au sacerdoce. À la mort de son père, il abandonne sa vocation initiale et part à Londres poursuivre sa passion du théâtre, où il joue dans une pièce d'Aphra Behn, en 1672. Sa performance est si mauvaise qu'il renonce définitivement à la carrière d'acteur pour se concentrer sur celle de dramaturge. 
En 1675, Thomas Betterton accepte de produire la première pièce d'Otway, Alcibiade, publiée la même année. Cette tragédie fut sauvée d'un fiasco total par la seule performance des acteurs, en particulier celle d'Elizabeth Barry. L'amant de celle-ci, le comte de Rochester, recommande Otway au duc de York, futur Jacques II d'Angleterre. L'auteur, fort de ce soutien, écrit Don Carlos, Prince d'Espagne (1676), dont le sujet était inspiré d'une nouvelle de Saint-Réal. La pièce est un succès.
Il écrit en 1677 deux pièces inspirées respectivement par Racine et Molière, Titus et Bérénice et Les fourberies de Scapin. L'année suivante, Amitié à la mode est une comédie à succès.
Désespéré par l'amour non réciproque qu'il voue à Elizabeth Barry, il part en Europe avec un régiment de l'armée. Il revient en 1679 à Londres, sans le sou.
Au début de l'année 1680, Otway rédige la première de ses deux plus grandes tragédies, L'Orpheline ou le Mariage malheureux, une des plus célèbres tragédies féminines, dans laquelle Elizabeth Barry connut un triomphe dans le rôle de Monimia.
La pièce fut suivie en 1682 par Venise sauvée : l'intrigue est fondée sur l'Histoire de la conjuration des Espagnols contre Venise en 1618 de Saint-Réal, mais Otway y a apporté des modifications substantielles. L'Orpheline et Venise sauvée restèrent des pièces incontournables du répertoire jusqu'au XIXe siècle.
Thomas Otway meurt dans la pauvreté à Londres, le 14 avril 1685. Il est enterré au cimetière de l'église St Clement Danes.

## Œuvres
- Alcibiades (1675)
- Don Carlos (1676)
- Titus and Berenice (1676)
- The Cheats of Scapin (1676)
- Friendship in Fashion (1678)
- The History and Fall of Caius Marius (1679)
- The Poet's Complaint of His Muse, or, A satyr Against Libells (1680), poésie.

- L'Orpheline ou le Mariage malheureux (The Orphan) (1680)
- The Soldier's Fortune (1681)
- Venise sauvée (Venice Preserv'd) (1682)
- The Atheist (1684)
- Windsor Castle (1685), poésie
- History of the Triumvirates (1686)